# Liste de jeux vidéo Buffy contre les vampires
Les jeux vidéo Buffy contre les vampires forment une série de jeux vidéo s'inscrivant dans des genres divers. Ils sont adaptés de la série du même nom.